# Ema Krška
Ema Krška ali tudi Hema Krška (nemško Hemma von Gurk), koroška redovnica in svetnica, * okoli 980, † 27. junij 1045, Krka (danes Avstrija).

## Življenje
Ema ali Hema je izhajala iz rodbine Breško-Selških grofov. Rodila se je okoli leta 973, po ljudskem izročilu na gradu Pilštanj, kjer so imeli njeni starši sprva fevd, nato dedno posest.
Po smrti moža Viljema II., mejnega grofa Savinjske marke, 1016 in dveh sinov je leta 1043 v Krki (na Koroškem) ustanovila samostan benediktink in dala zgraditi mogočno cerkev, ki stoji še danes. Nekaj let po njeni smrti je bil samostan ukinjen, na njegovem mestu pa ustanovljena Krška škofija.
Sveto Emo je 21. novembra 1287 papež Honorij IV. razglasil za blaženo; 5. januarja 1938 jo je papež Pij XI. razglasil za svetnico. 25. junija 1988 je papež Janez Pavel II. obiskal krško stolnico in molil v kripti na grobu svete Eme. Ta prvi papeški obisk v koroški zgodovini je bil povezan s tradicionalnim Srečanjem treh dežel, ko je v Krko romalo veliko Slovencev iz domovine in zamejstva.
Njen god je 27. junija. Je zavetnica Krške škofije (ki ima zdaj sedež v Celovcu) in avstrijske zvezne dežele Koroške. Za pomoč jo prosijo posebno noseče matere in porodnice; je tudi zavetnica za zdravje oči.
Sveta Ema je bila patrona gradnje cerkve svetega Ruperta v Šentrupertu, zato so jo upodobili na sklepniku skupaj z možem.
- Ema v cerkvi svetega Ruperta v Šentrupertu
- Emin mož Viljem Savinjski